# Russische Baureihe Э
Die Dampflokomotiven der Baureihe Э (deutsche Transkription E) wurden für mehrere Bahngesellschaften des Russischen Kaiserreichs in russischer Breitspur gebaut und später von den Sowjetischen Eisenbahnen (SŽD) weiterbeschafft. Die Lokomotiven der Baureihe Э gelten als die erstgebauten Dampflokomotiven des Russischen Kaiserreichs mit fünf gekuppelten Achsen, sie waren bevorzugt im Güterzugdienst landesweit auf nichtelektrifizierten Strecken eingesetzt. Zusammen mit den Nachfolgebaureihen Эу,м,р wurden fast 11 000 Exemplare hergestellt. Die Baureihe Э gilt somit als die zahlenmäßig meistgebaute Dampflokomotive der Welt.

## Vorgeschichte

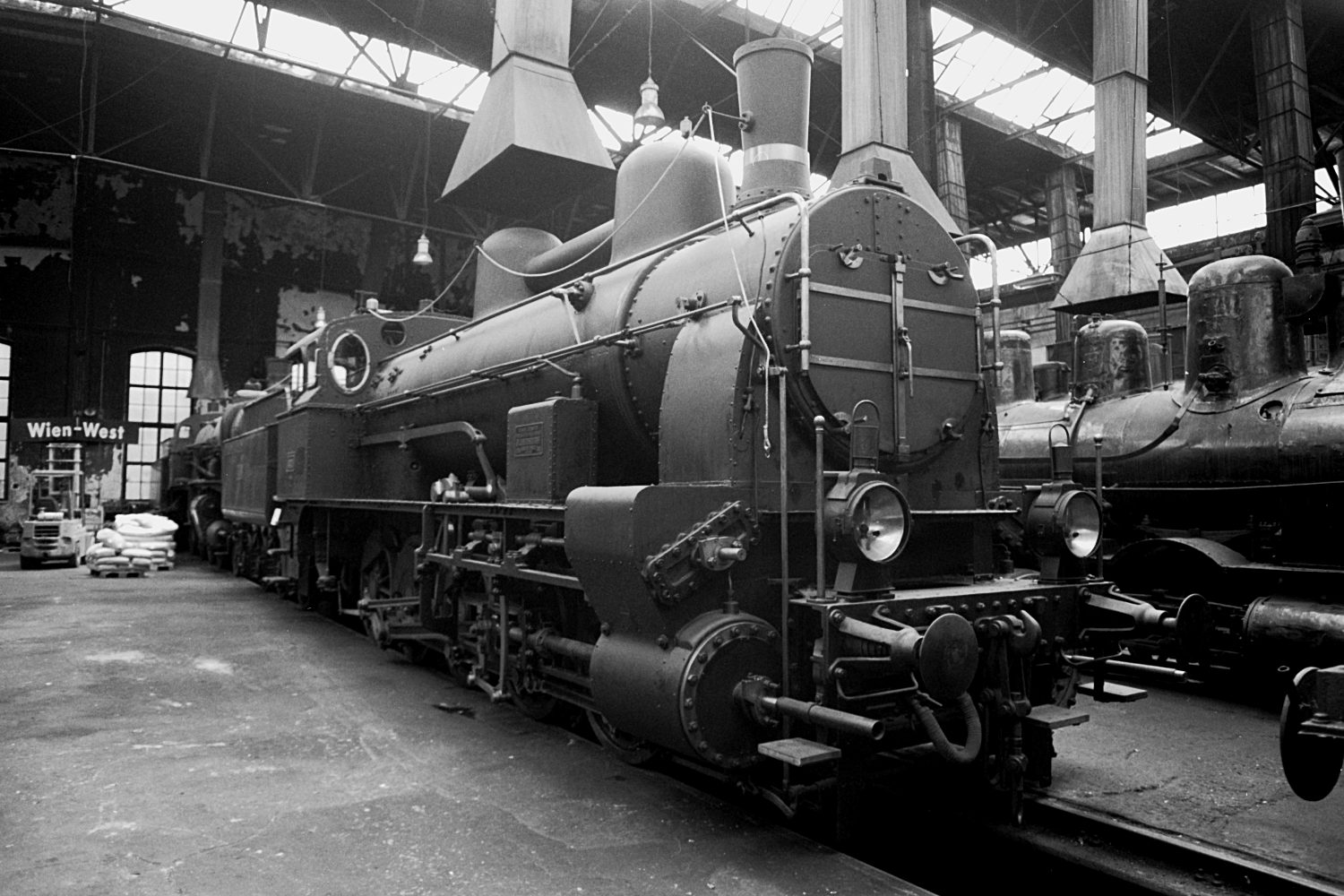
Dampflokbaureihe der kkStB-Reihe 180

Überall in Europa stiegen in der Zeit der 1890er Jahre die Zuglasten der Güterzüge drastisch an. Gleichzeitig konnte die Schienenbelastung nicht beliebig erhöht werden, so dass eine Leistungssteigerung nur über die Ausrüstung der Dampflokomotiven mit fünf angetriebenen Achsen möglich war. War 1895 in Württemberg die Entwicklung der ersten Lokomotive mit fünf angetriebenen Achsen noch nicht durchgängig erfolgreich (Württembergische G), kam um 1900 der Durchbruch mit der kkStB 180. Seitenverschiebbare Kuppelachsen nach dem System Gölsdorf machten es möglich.
In Russland war die Situation im Verkehrswesen nicht anders. Der Oberbau war meistens leicht, weshalb eine dringend benötigte Vergrößerung der Kessel mit den bisherigen Fahrgestellen unmöglich war. Die Russische Baureihe Щ erwies sich mit ihrer Achsfolge 1’D bei diesen Verhältnissen um 1905 noch als die beste Variante. Die Lokomotive war für nicht zu schwere Güter- und Personenzüge gut verwendbar.

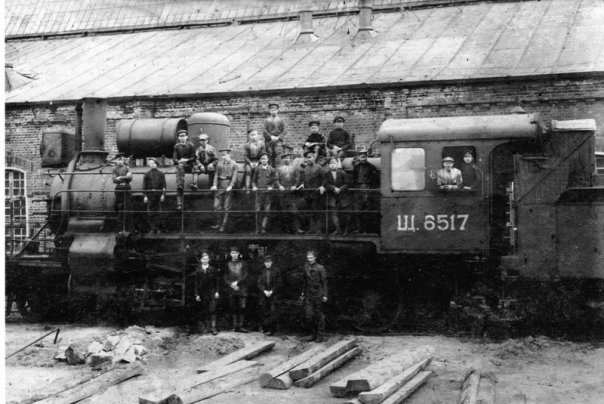
Dampflok der Reihe Щ

Nachdem die Zuglasten immer mehr stiegen, kamen die Lokomotiven der Reihe Щ an ihre Leistungsgrenze. Das war die Grundlage zum Bau einer Dampflokomotive mit fünf angetriebenen Achsen.

## Projektierung

### Skizzenprojektierung
Die erste Anfrage über die neue Güterzuglokomotive mit der Achsfolge E kam von der russischen Südosteisenbahn, die Ausführung wurde jedoch abgelehnt. In der Folgezeit erhob die Priwolschskaja schelesnaja doroga Anspruch auf die neue Dampflokomotive, Reihe Э, mit der Begründung auf ihr anspruchsvolleres Streckenprofil. Ihre Anfrage wurde mit der Begründung, die Baureihe Щ wäre gerade in die Serienproduktion gegangen, nicht angenommen. Der wahre Anlass der Expertenkommission des Ministeriums des Verkehrswesens unter Vorsitz von Nikolai Schtschukin war, dass erst die Seitenverschiebbarkeit der Achsen nach dem System Gölsdorf, besonders deren Verhalten beim Bogenlauf, untersucht werden musste.
1909 brachte die Wladikawkaser Eisenbahn (Wladikawkasskaja schelesnaja doroga) erneut eine Anfrage über eine neue Güterzuglokomotive mit der Achsfolge E ein. Die neuen Lokomotiven der Reihe Щ konnten die Lasten der ständig schwerer werdenden Züge nicht mehr bewältigen, gleichzeitig konnte der Oberbau nicht verstärkt werden. Die einzige Entscheidung in dieser Situation war die Entwicklung einer neuen Lokomotive mit der Achsfolge E.

### Skizzenprojektierung der Wladikawkaser Eisenbahn

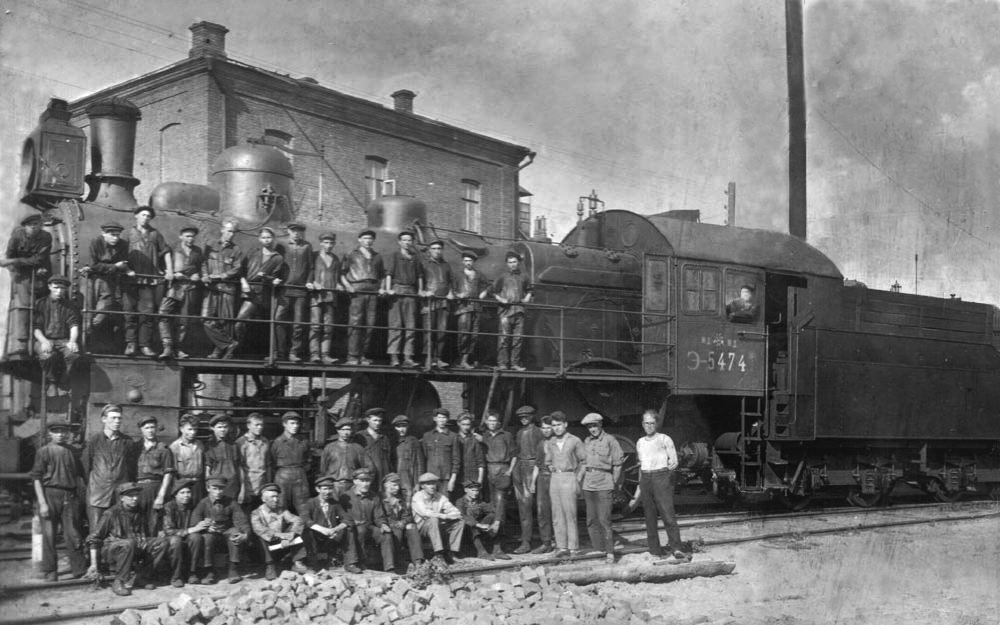
Dampflok Reihe Э im Depot Atkarsk

Das Skizzenprojekt der neuen Lokomotive mit der Achsfolge E wurde unter Leitung des technischen Büros der Eisenbahngesellschaft unter dessen Leiter Wacław Łopuszyński zusammengestellt. Die neue Lokomotive war für den Güterverkehr vorgesehen und sollte folgende Parameter aufweisen: Sie sollte einen Kessel mit Hinterkessel nach dem System Belpaire besitzen, die Rostfläche sollte 4 m² und die vollständige Verdampfungsfläche 164 m² betragen. Es sollte überhitzter Dampf mit einem zweifach arbeitenden Dampfüberhitzer Bauart Schmidt bei einer Überhitzerfläche von 45 m² angewandt werden. Der Zylinderdurchmesser sollte 590 mm, der Kolbenhub 700 mm und der Kuppelraddurchmesser 1300 mm betragen. Nach dem Vorbild der kkSt-Reihe 180 sollten die erste, dritte und fünfte Achse seitenverschiebbar sein, um ein sicheres Durchfahren von Bögen bis zu einem Radius von 160 Metern zu ermöglichen. Dieses Laufwerk hätte es erfordert, die vierte Kuppelachse als Treibachse auszulegen, da diese fest im Rahmen gelagert sein muss. Das hätte zu sehr langen und damit schweren Treibstangen geführt.
Das Skizzenprojekt war mit gründlich erläuterten Skizzen begleitet. Nach Einreichung des Projektes im Ministerium des Verkehrswesens unter Vorsitz von Schtschukin wurden erst Zweifel gegen das zwanglose Befahren von engen Gleisbögen ausgesprochen, dennoch war die Entscheidung letztendlich positiv.

### Arbeitsprojektierung
Zur Erstellung des Arbeitsprojektes wurden die Skizzenparameter der Dampflokomotive mit der Achsfolge E, ausgeführt von der Wladikawkaser Eisenbahn, an die Lokomotivfabrik Luhansk gegeben. Diese unternahm folgende Änderungen; die Rostfläche wurde von 4 m² auf 4,2 m² vergrößert, die Verdampfungsheizfläche von 164 m² auf 194,4 m² und die Überhitzerheizfläche von 45 m² auf 52,6 m². Die Mittelachse des Kessels wurde auf 3100 mm über SO angehoben, dieses gestattete eine Vergrößerung der Tiefe der Verbrennungskammer. Der Zylinderdurchmesser stieg auf 600 mm. Der Raddurchmesser im Neuzustand wurde durch Vergrößerung der Stärke der Radreifen auf 1320 mm vergrößert. Außerdem wurde das Fahrwerk geändert; die dritte Kuppelachse wurde Treibachse und spurkranzlos ausgeführt, damit waren lediglich die erste und fünfte Kuppelachse ±22 Millimeter seitenverschiebbar. Für die bessere Führung im Gleis erhielten sie Rückstellvorrichtungen. Dieser Vorschlag des Ersten Ingenieurs der Lokomotivfabrik Luhansk ermöglichte der neuen Dampflokomotive später einen zwanglosen Durchlauf von Gleisbögen bis zu einem Radius von 150 m.
Außerdem erstellte die Lokomotivfabrik Luhansk zwei weitere Varianten des Projektes; eine mit einer Zweizylinderverbunddampfmaschine, die zweite sollte, als erstmalige Anwendung in Russland, als Ersatz für den schweren Stehkessel der Bauart Belpaire-Stehkessel einen strahlenförmig aufgebauten Hinterkessel besitzen. Bei dieser Beschreibung ist zu vermuten, dass es sich hierbei um eine Ausführung mit einem Brotankessel gehandelt haben könnte. Gebaut wurden die Maschinen letztlich nur mit Belpaire-Stehkessel und einfacher Dampfdehnung.
Diese drei Ausführungen kamen 1910 wieder in das Ministerium des Verkehrswesens unter Vorsitz von Schtschukin zurück. Am 29. Oktober 1911 wurde das Projekt erfolgreich abgeschlossen.

## Fertigung der Lokomotiven

### Fertigung für die Wladikawkaser Eisenbahn

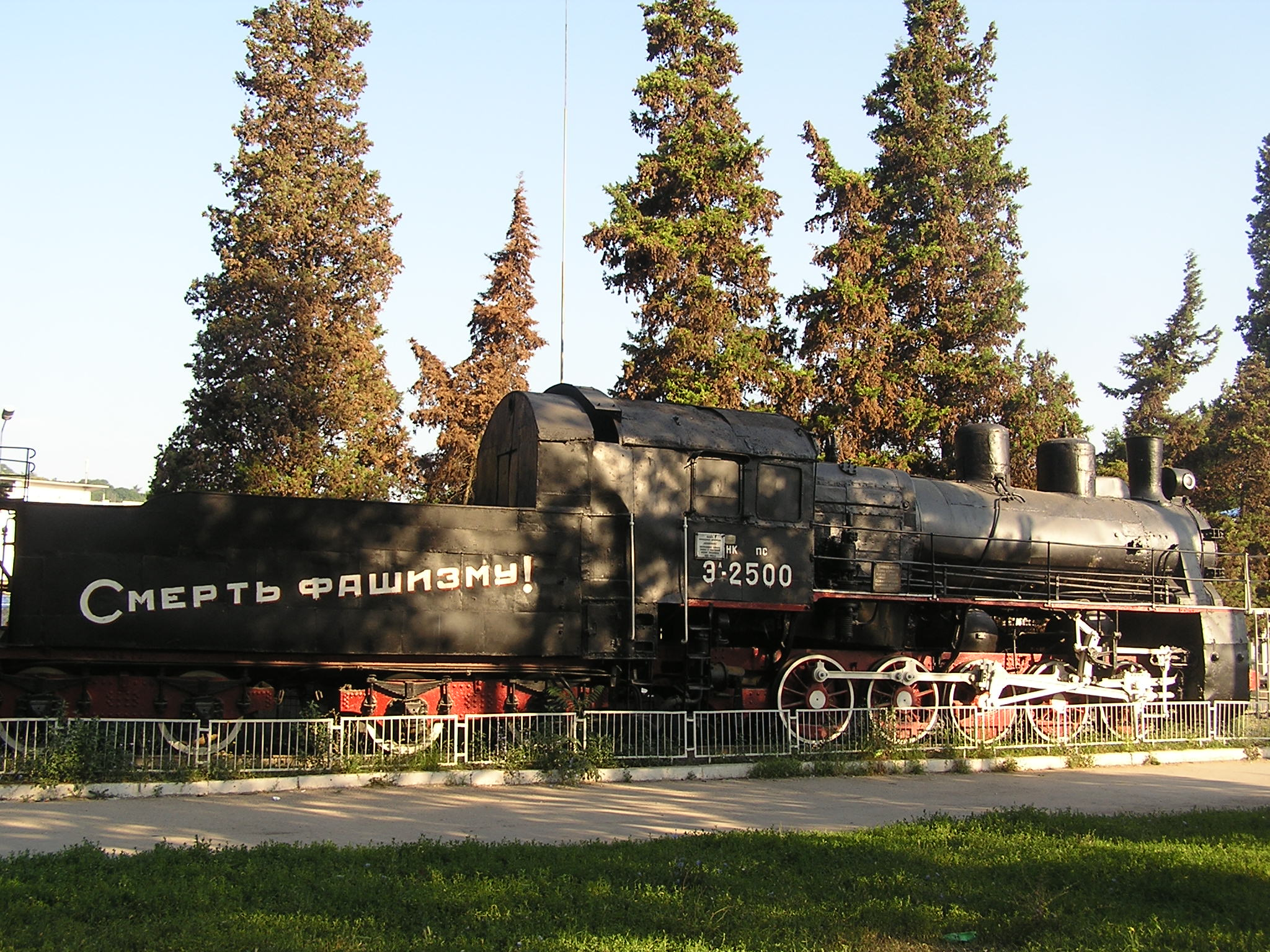
Denkmallokomotive Э-2500 in Sevastopol

1912 lieferte die Lokomotivfabrik Luhansk die ersten 15 Maschinen an die bestellende Wladikawkaser Eisenbahn aus. Diese wurden sogleich für den Werksverkehr bei der erdölverarbeitenden Industrie verwendet. Die ersten Maschinen wurden noch ohne Tender geliefert und bekamen einen Einheitstender der Wladikawkaser Eisenbahn für Ölfeuerung. In der Periode um 1915–1918 bekamen die Lokomotiven einheitlich vierachsige Tender der Putilow-Werke. Diese Tender wurden danach für alle Lieferungen der Lokomotiven und für die Nachfolgebaureihen Эу,м,р einschließlich der Reihen O, Щ und С verwendet. Sie besaßen zum Schutz des Lokpersonals bei Fahrt mit dem Tender voraus eine Tendervorderwand.
Die Dampflokomotiven konnten eine gute Betriebsqualität vorweisen. Lediglich der Zylinderdurchmesser wurde bemängelt.

### Fertigung für weitere Eisenbahngesellschaften
Im Jahr 1913 folgte die nächste Lieferung von Lokomotiven für das Donezk-Gebiet. Diese wurden mit Kohlefeuerung und zunächst mit einem Zylinderdurchmesser von 630 mm ausgeführt. Diese Ausführung wurde um 1914 noch einmal geändert, da dieser Zylinderdurchmesser die Zugkraft der Lokomotive zu stark begrenzte. Ab diesem Zeitraum wurden die Lokomotiven mit einem Zylinderdurchmesser von 650 mm geliefert. Die vorher gebauten Maschinen wurden angepasst.
1914 wurde nach Auswertung der Betriebsergebnisse der Lokomotiven deren Überlegenheit gegenüber der Reihe Щ festgestellt. Es wurde daher beschlossen, diese Baureihe nicht weiter zu fertigen, sondern für den Bedarf für die weiteren Eisenbahngesellschaften ausschließlich die Reihe Э zu beschaffen. Bis 1914 lagen Entwicklung und Fertigung ausschließlich bei der Lokomotivfabrik Luhansk. Ab 1915 wurde die Fertigung in den Werken in Sormowo, Charkow, Kolomna, Brjansk und Newski aufgenommen. Von 1912 bis 1917 wurden insgesamt 1528 Lokomotiven gefertigt.
In der Bauzeit blieben Konstruktionsänderungen nicht aus. Dies betraf die Einführung der Druckluftbremse für Lok und Zug mit einer doppeltwirkenden Luftpumpe Bauart Tandem. Während der Bauzeit kamen drei verschiedene Injektoren zum Einsatz: Friedmann, Sjablova und Baschkina. Ab 1916 wurde eine sogenannte erleichterte Bauart ausgeführt, bei der der Achsdruck durch die Auswahl geringerer Blechstärken bei verschiedenen Teilen, wie bei dem Mantel der Feuerbüchse, der Feuerbüchse selber, dem Langkessel und der seitlichen Bleche des Hauptrahmens (Barrenrahmen) erreicht wurde. Ab 1917 erschien eine Kriegsversion der Lokomotive, bei der besonders bisher aus Kupfer gefertigte Teile wie die Feuerbüchse durch solche aus Stahl ersetzt wurden. Bei diesen Maschine wurde ebenfalls die Anzahl der Heiz- und Rauchrohre geändert. Einige kleinere Änderungen ergaben sich durch Kundenwünsche, wie die Ausstattung der Dampfmaschine, Sandkasten, Schornstein oder durch die spezifischen Begebenheiten der betreffenden Herstellerwerke.

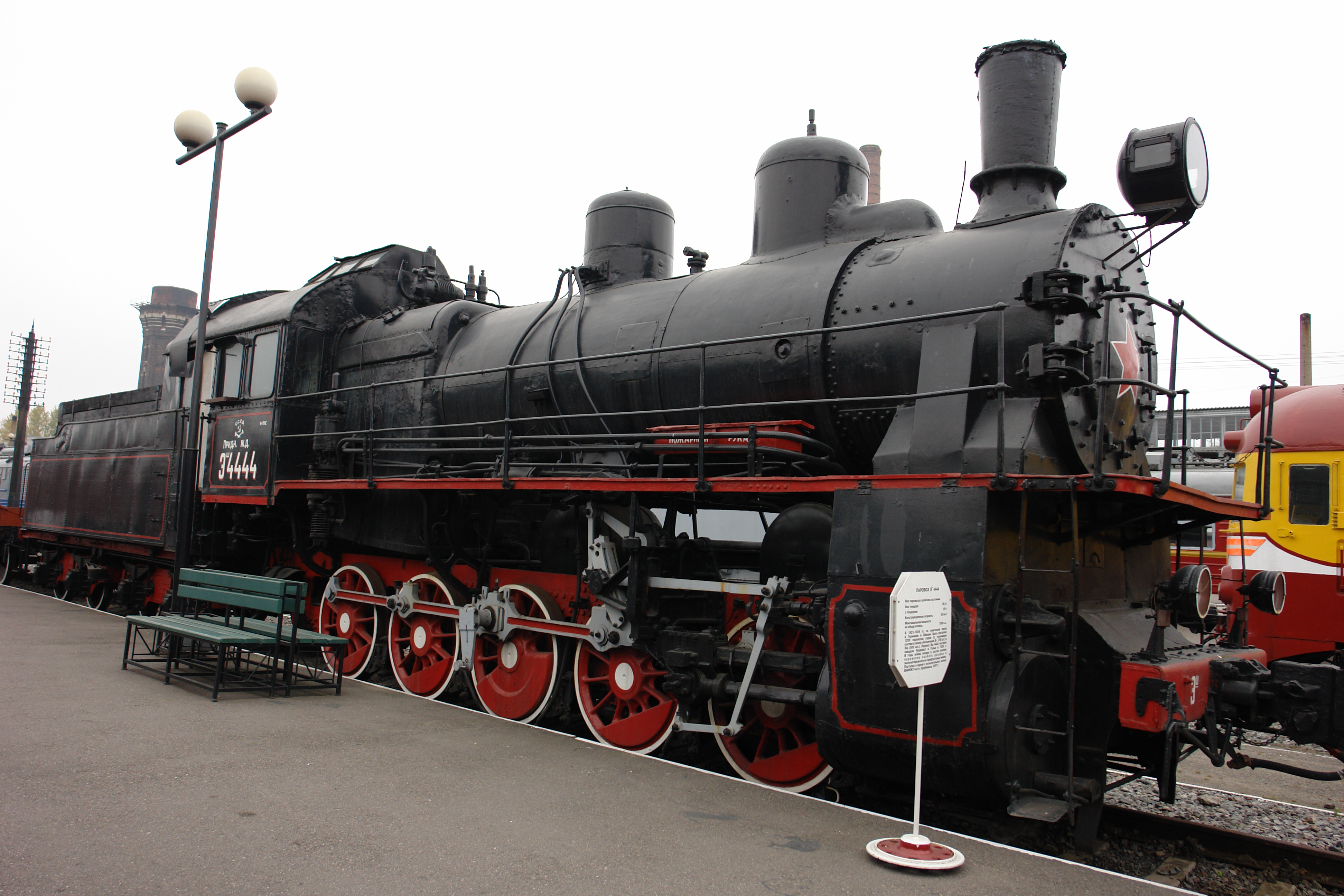
Dampflok Э^{Ш} 4444 aus schwedischer Produktion

Als nach den Revolutionswirren die Dampflokproduktion wieder aufgenommen wurde, bestellte die damalige Regierung 700 Lokomotiven unter der Bezeichnung Эг bei verschiedenen deutschen Werken und 500 unter der Bezeichnung Эш bei Nydqvist och Holm in Schweden. Diese Konstruktionen basierten auf den Zeichnungen der Bauart 1917, so dass sie als Baureihe Э bezeichnet werden können. Die Rahmen wurden so ausgelegt, dass die Maschinen auf regelspurigen Überführungsradsätzen von den Herstellerwerken bis zu den Spurwechselbahnhöfen befördert werden konnten.
1924 begann die Lokomotivfabrik Kolomna wieder mit der Fertigung von Dampflokomotiven der Reihe Э, die in den Folgejahren in die Reihe ЭM und Эu übergingen. Zu diesen Lokomotiven siehe die SŽD-Baureihe Э.

## Betrieb
Die Dampflokomotiven der Reihe Э waren über das gesamte russische Reich verbreitet und dort freizügig auf allen Strecken einsetzbar, mit Ausnahme von Turkestan, Krasnojarsk und Fernost. In der ersten Periode der Industrialisierung der UdSSR (1925–1935) übernahmen die Lokomotiven den hauptsächlichen Güterverkehr.
In der Übergangsperiode der Rekonstruktion des Eisenbahnwesens (1935–1936) waren sie zur Beschleunigung des Güterverkehres auf Hauptmagistralen eingesetzt, bis sie dort durch stärkere Maschinen, wie der ФД abgelöst wurden.
In der Zeit des Großen Vaterländischen Kriegs waren die Lokomotiven vorrangig als Kolonnenlokomotiven, besonders als Reserve zum Ziel einer störungsfreien Sicherstellung des Kriegstransportes auf Zwischenfrontlinien mit ständiger Bedrohung durch die feindliche Luftwaffe und für die beschleunigte Wiederherstellung genutzt. Diese Aufgabe verlangte einfache Konstruktionen, hinlänglich kräftige und schnelllaufende Maschinen.

## Weiterentwicklung

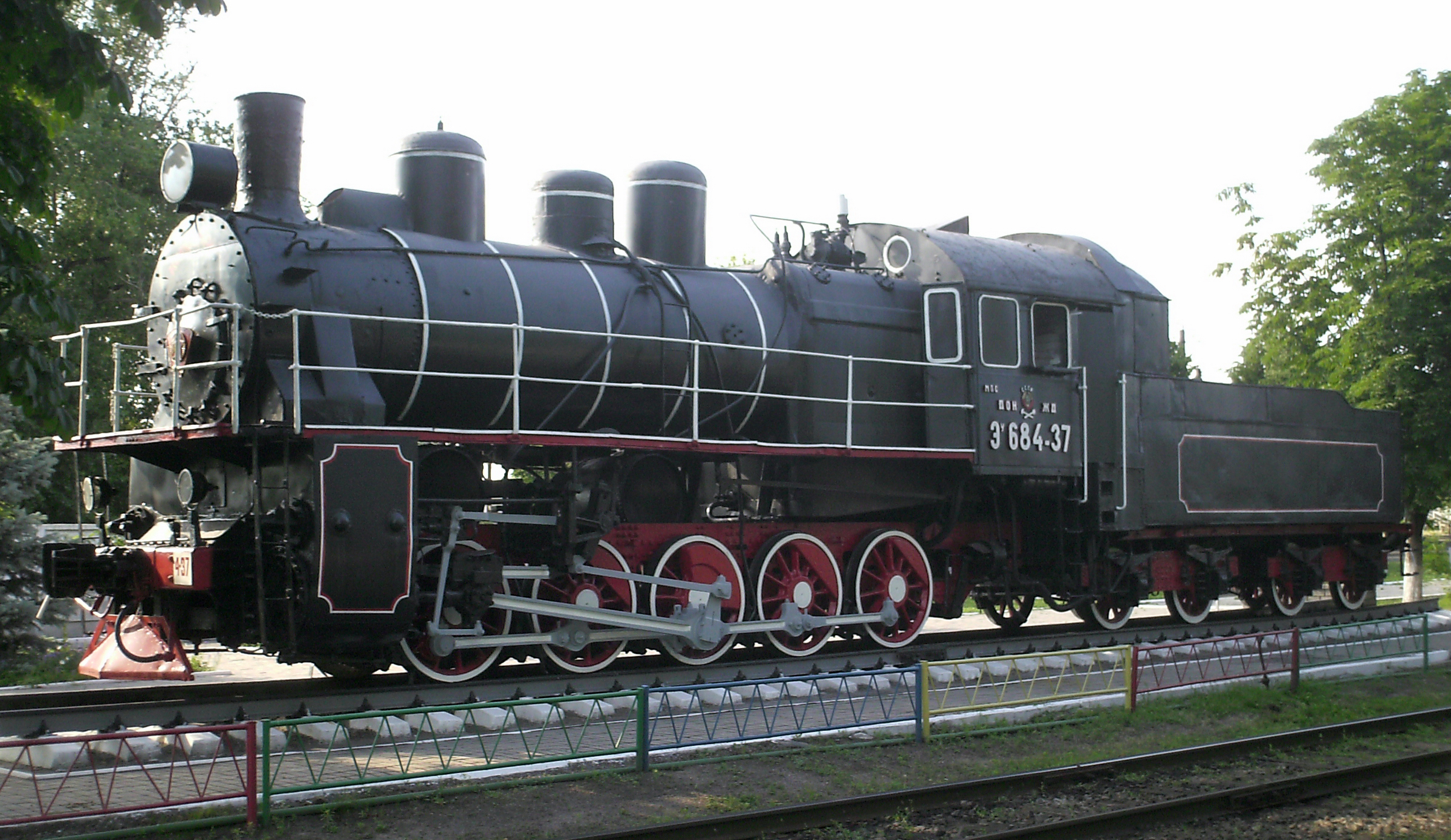
Dampflok Э^{u}

In der Zeit der UdSSR wurden aus der Basiskonstruktion dieser Lokomotive die Lokomotiven ЭM, Эu und ЭP weiterentwickelt, die europaweit in großer Stückzahl hergestellt wurden und die gute Qualität der Basiskonstruktion zeigten. Die Fertigung dieser Lokomotiven zog sich bis 1955 hin.
Als nach dem Ausbau der Hauptstrecken höhere Achslasten möglich waren, wurden Lokomotiven bis zu einer Größe der ФД aus dieser Basisversion weiter entwickelt.

## Verbleib

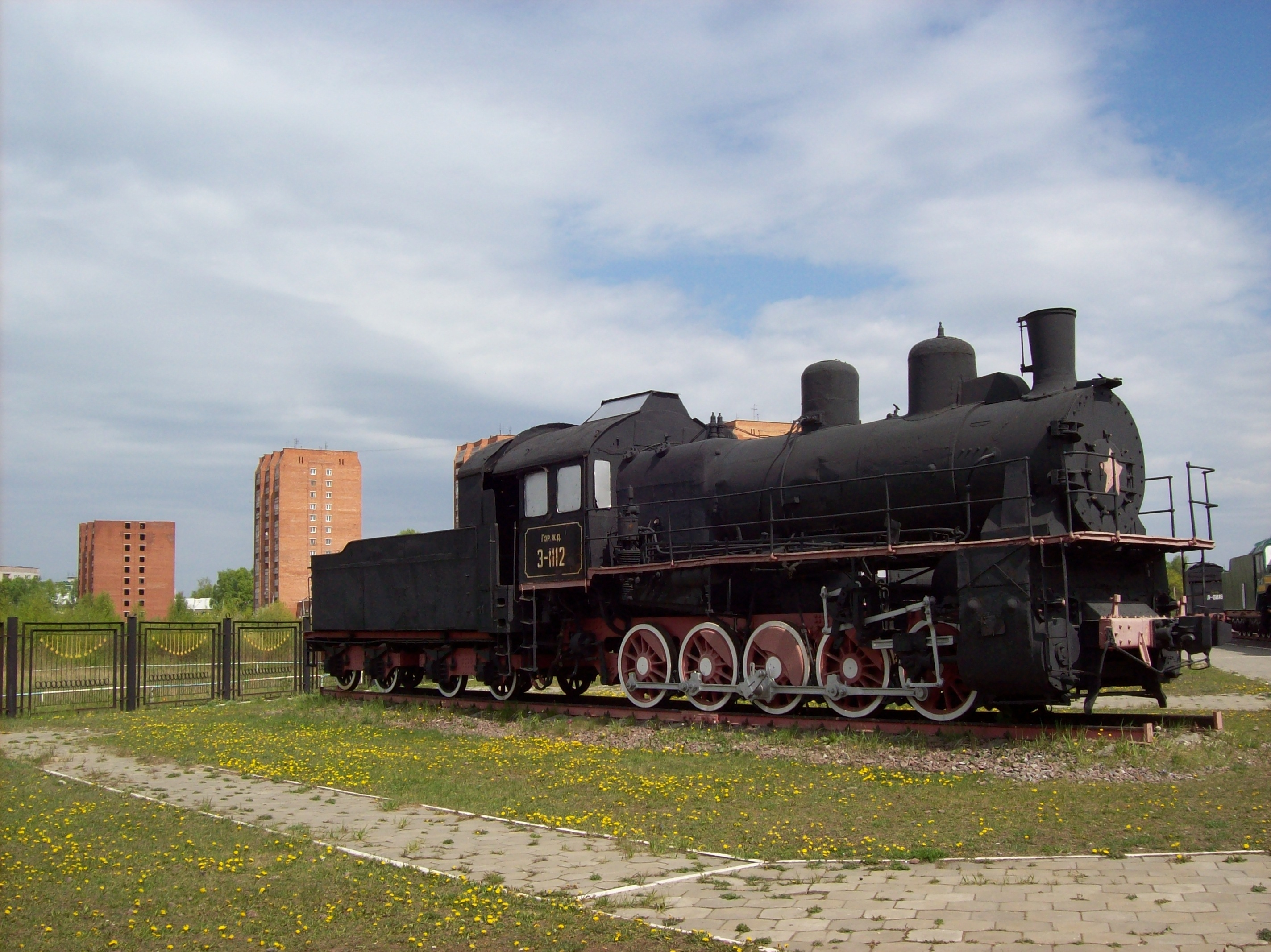
Dampflok Э-1112

Bei einer Stückzahl von etwa 11 000 Lokomotiven sind viele Maschinen erhalten geblieben, darunter je eine Lokomotive aus dem Jahr 1915 und eine aus dem Jahr 1917: die Э 2432 im Depot von Saratow und die Эл 2500 in Sewastopol. Die ЭM 730-31 befindet sich im Russischen Eisenbahnmuseum in St. Petersburg. Drei Lokomotiven aus schwedischer Fertigung sind als Denkmal erhalten geblieben. ЭP 739-93 sowie ЭP 771-14 stehen im Eisenbahnmuseum des weißrussischen Brest. Letztere wurde als Anschauungsmodell für das Prinzip des Dampfantriebs aufgeschnitten. 
Den Hauptanteil an als Denkmal erhaltenen Lokomotiven stellen die Эu (11 Stück), ЭM (14 Stück) und ЭP (8 Stück). Zwei Lokomotiven der Reihe Эu und vier der Reihe ЭP sind betriebsfähig erhalten geblieben.